# Eva Hampel
Eva Hampel (5 de diciembre de 1992) es una deportista alemana que compite en esgrima, especialista en la modalidad de florete. Ganó una medalla de bronce en el Campeonato Europeo de Esgrima de 2017, en la prueba por equipos.

## Palmarés internacional
| Campeonato Europeo | Campeonato Europeo | Campeonato Europeo | Campeonato Europeo  |
| Año                | Lugar              | Medalla            | Prueba              |
| ------------------ | ------------------ | ------------------ | ------------------- |
| 2017               | Tiflis (Georgia)   | Medalla de bronce  | Florete por equipos |